# Reinhard Remane
Reinhard Remane (ur. 21 marca 1929 w Kilonii, zm. 27 kwietnia 2009 w Marburgu) – niemiecki entomolog, specjalizujący się w hemipterologii, zwłaszcza w piewikach i pluskwiakach różnoskrzydłych.

## Życiorys
Reinhard urodził się w 21 marca 1929 roku w Kilonii jako syn Marthy i Adolfa Remane. Jego ojciec był zoologiem i to jemu Reinhard rozwinięcie swoich zainteresowań. Od wczesnych lat prowadził zbiór chrząszczy i motyli, szybko jednak zmienił przedmiot badań na pluskwiaki. Publikować poświęcone im prace począł jeszcze przed ukończeniem liceum w Plön. W 1949 roku zaczął studiować zoologię i botanikę na Uniwersytecie Chrystiana Albrechta w Kilonii. W czasie studiów prowadził wyprawy badawcze do zachodniej części rejonu śródziemnomorskiego i na Wyspy Kanaryjskie. Doktoryzował się w 1956 roku pracą pod tytułem Die Besiedlung von Grünlandflächen verschiedener Herkunft durch Wanzen und Zikaden im Weser-Ems-Gebiet pod przewodnictwem Wolfganga Tischlera. Od tej pory jego zainteresowania skoncentrowały się na piewikach.
Od listopada 1957 roku do grudnia 1958 roku zatrudniony był na stanowisku eksperta ds. taksonomii na rolniczej stacji badawczej w irackim Abu Ghurajb. Następnie pracował jako badacz w monachijskim Deutsche Forschungsgemeinschaft. Od końca 1961 do końca 1962 roku był oficerem badawczym w sudańskiej stacji badawczej Hudeiba koło Ad-Damir. W grudniu 1962 roku zatrudniony został na Wydziale Biologii Uniwersytetu w Marburgu. Na początku lat 70. został tam profesorem. Na emeryturę przeszedł w 1994 roku, jednak jeszcze długo kontynuował pracę badawczą. Ostatni artykuł opublikował w 2008 roku, a dwie prace jego współautorstwa ukazały się pośmiertnie. Zmarł wieczorem 27 kwietnia 2009 roku na szpiczaka mnogiego.
W 1961 roku poślubił Helgę z domu Joos. Miał troje dzieci: urodzoną w 1963 roku Karen, urodzonego w 1965 roku Petera oraz urodzoną w 1968 roku Gudrun. 

## Praca naukowa
Reinhard Remane jest autorem 140 publikacji naukowych. Dotyczyły one taksonomii, filogenezy, specjacji, ekologii, chorologii, faunistyki, zagrożenia i ochrony piewików i pluskwiaków różnoskrzydłych, głównie z zachodniej Palearktyki, a zwłaszcza Europy Środkowej i krajów śródziemnomorskich. Już jego pionierska praca doktorska poświęcona zgrupowaniom pluskwiaków ekosystemów trawiastych określana jest jako kamień milowy w metodologii badań nad nimi. W ramach prac nad systematyką pluskwiaków różnoskrzydłych i piewików opisał 184 nowe dla nauki taksony, w tym 15 rangi rodzajowej i 169 rangi gatunkowej. W sumie opisane przez niego taksony należą do 10 rodzin, w tym najwięcej do skoczkowatych – 83 gatunki i 10 rodzajów.
W 1979 roku założył czasopismo naukowe „Marburger Entomologische Publikationen”, w którym publikował on i jego studenci. Do 2005 roku ukazały się 23 numery tego czasopisma. W latach 90. zajmował się problematyką ochrony przyrody, współtworząc Czerwone listy piewików i pluskwiaków różnoskrzydłych Niemiec i Tyrolu Południowego. W 1993 roku opublikował wspólnie z Ekkehardem Wachmannem popularyzatorską, boagato ilustrowaną „Zikaden, kennenlernen - beobachten”, poświęconą niemieckim piewikom. W 1994 roku ukazała się jego checklista piewików Niemiec, zaopatrzona w komentarze taksonomiczne i nomenklatoryczne.
W ramach badań terenowych odbywał liczne wyprawy po krajach Europy Środkowej, Hiszpanii, Portugalii, Włoszech, Grecji, Maroku, Algierii, Tunezji i Makaronezji, z w 1964 roku brał udział w czteromiesięcznej ekspedycji w Nepalu.
Reinhard był mentorem dla całego pokolenia europejskich hemipterologów. Na Wydziale Biologii Uniwersytetu w Marburgu prowadził spotkania z hemipterologami i studentami z całego światach w ramach „Arbeitsgruppe Remane”. Brał udział w niemal wszystkich międzynarodowych konferencjach poświęconych piewikom oraz konferencjach poświęconych środkoweuropejskim pluskwiakom różnoskrzydłym. Był współzałożycielem International Auchenorrhyncha Congresses oraz aktywnym członkiem International Congresses Concerning the Rhynchota Fauna of Balkan and Adjacent Regions i European Hemiptera Congresses. Był promotorem prac dyplomowych takich entomologów jak Megan Asche, Günter Bornholdt, Wolfgang Fröhlich, Eckart Fründ, Werner E. Holzinger, Hannelore Hoch, Doris Kammerschen, Tanya Leise, Silke Meyer-Arndt, Herbert Nickel, Hubert Reimer, Petra Sittig czy Gerhard Zimmermann.

## Wyróżnienia
Odznaczony został przez Deutsche Gesellschaft für allgemeine und angewandte Entomologie Medalem Meigena za wkład w systematykę i faunistykę.